# Pleuranthodium gjellerupii
Pleuranthodium gjellerupii là một loài thực vật có hoa trong họ Gừng. Loài này được Theodoric Valeton miêu tả khoa học đầu tiên năm 1913 dưới danh pháp Alpinia gjellerupii. Năm 1991, Rosemary Margaret Smith chuyển nó sang chi Pleuranthodium.
Loài được đặt tên có lẽ để vinh danh Knud Gjellerup (1876-1950), bác sĩ kiêm nhà sưu tập thực vật người Đan Mạch, với mẫu vật số 115 của ông được dùng để mô tả Alpinia gjellerupii.

## Phân bố
Loài này có tại tỉnh Papua, Indonesia. Các địa điểm có mặt được Valeton liệt kê bao gồm:
- Tại bắc New Guinea: Vịnh Humbold (nay là vịnh Yos Sudarso, tỉnh Papua), Biwak Hollandia, trên bờ sông, cao độ khoảng 5 m.
- Tại nam New Guinea: Merauke (thị trấn thuộc tỉnh Papua, Indonesia), trên bờ sông Bắc (sông Lorentz)[6].